# Ucrania en los Juegos Olímpicos de Atenas 2004
Ucrania estuvo representada en los Juegos Olímpicos de Atenas 2004 por un total de 239 deportistas que compitieron en 23 deportes.  
El portador de la bandera en la ceremonia de apertura fue el nadador Danys Sylantyev.

## Medallistas
El equipo olímpico ucraniano obtuvo las siguientes medallas:
| Nombre                                                            | Deporte               | Competición              |
| ----------------------------------------------------------------- | --------------------- | ------------------------ |
| Oro                                                               |                       |                          |
| Yuri Bilonoh                                                      | Atletismo             | Peso M                   |
| Valeri Honcharov                                                  | Gimnasia artística    | Barras paralelas M       |
| Yuri Nikitin                                                      | Gimnasia en trampolín | Individual M             |
| Nataliya Skakun                                                   | Halterofilia          | 63 kg F                  |
| Elbrus Tedeyev                                                    | Lucha libre           | 66 kg M                  |
| Iryna Merleni                                                     | Lucha libre           | 48 kg F                  |
| Yana Klochkova                                                    | Natación              | 200 m estilos F          |
| Yana Klochkova                                                    | Natación              | 400 m estilos F          |
| Olena Kostevych                                                   | Tiro                  | Pistola de aire 10 m F   |
| Plata                                                             |                       |                          |
| Olena Krasovska                                                   | Atletismo             | 100 m con vallas F       |
| Ihor Razoronov                                                    | Halterofilia          | 105 kg M                 |
| Roman Hontiuk                                                     | Judo                  | –81 kg M                 |
| Heorhi Leonchuk Rodion Luka                                       | Vela                  | 49er M                   |
| Hanna Kalinina Svitlana Matevusheva Ruslana Taran                 | Vela                  | Yngling F                |
| Bronce                                                            |                       |                          |
| Tetiana Tereshchuk-Antipova                                       | Atletismo             | 400 m vallas F           |
| Viktoriya Stiopina                                                | Atletismo             | Salto de altura F        |
| Equipo                                                            | Balonmano             | Torneo F                 |
| Vladyslav Tretiak                                                 | Esgrima               | Sable ind. M             |
| Anna Bessonova                                                    | Gimnasia rítmica      | Concurso completo ind. F |
| Andri Serdinov                                                    | Natación              | 100 m mariposa M         |
| Hanna Balabanova Olena Cherevatova Inna Osypenko Tetiana Semykina | Piragüismo            | K4 500 m F               |
| Serhi Biloushchenko Serhi Hryn Oleh Lykov Leonid Shaposhnikov     | Remo                  | Cuatro scull (M4x) M     |
| Dmytro Hrachov Viktor Ruban Olexandr Serdiuk                      | Tiro con arco         | Equipo M                 |